# Mike Green (cestista 1985)
Michael Edward Green, detto Mike (Filadelfia, 23 giugno 1985), è un ex cestista statunitense.

## Carriera

### Università
A livello universitario Green ha giocato nei Bulldogs della Butler University.
Nella stagione 2007-08 venne nominato giocatore dell'anno nella Horizon League, una divisione del Campionato universitario NCAA, guidando la sua squadra nelle statistiche di punti, rimbalzi e assist.
Si dichiarò eleggibile al Draft NBA 2008, ma non venne selezionato, provò così ad entrare nella massima lega americana giocando con i Philadelphia 76ers la Orlando Pro Summer League nel 2010 e successivamente giocando per i Portland Trail Blazers nella NBA Summer League.

### Europa
Inizia la carriera cestistica europea nel 2008, giocando in Turchia per l'Antalya Büyükşehir Belediyesi, terminando il campionato con 11,6 punti e 4,4 assist a partita.
Successivamente si trasferisce in Belgio e gioca la stagione 2009-2010 con Liegi, realizzando 13,6 punti e 4,3 assist a partita.
Nel 2010 inizia la sua carriera italiana, disputando il campionato 2010-11 con la Pallacanestro Cantù, chiudendo il campionato al secondo posto e perdendo la finale scudetto contro la Mens Sana Siena.
Nel 2011 passa in Legadue al Basket Barcellona, con cui disputa il campionato 2011-12, chiudendo la regular season al quinto posto e perdendo la semifinale dei play-off promozione contro la New Basket Brindisi.
La Pallacanestro Varese lo acquista nel 2012 a titolo definitivo.
Durante l'estate 2013 passa al Khimki BC, in Russia.

## Statistiche
Statistiche aggiornate al 30 giugno 2013
| Stagione        | Squadra          | Competizione | Partite | Partite | Partite | Statistiche tiro | Statistiche tiro | Statistiche tiro | Altre statistiche | Altre statistiche | Altre statistiche | Altre statistiche | Altre statistiche |
| Stagione        | Squadra          | Competizione | Pres.   | Titol.  | Minuti  | Tiri da 2        | Tiri da 3        | Liberi           | Rimb.             | Assist            | Rubate            | Stopp.            | Punti             |
| --------------- | ---------------- | ------------ | ------- | ------- | ------- | ---------------- | ---------------- | ---------------- | ----------------- | ----------------- | ----------------- | ----------------- | ----------------- |
| 2010-2011       | Bennet Cantù     | Serie A      | 42      | 42      | 1204    | 110/235          | 25/91            | 178/224          | 184               | 137               | 85                | 4                 | 473               |
| 2011-2012       | Sigma Barcellona | Legadue      | 28      | 28      | 903     | 92/200           | 34/99            | 131/161          | 141               | 146               | 66                | 5                 | 417               |
| 2012-2013       | Cimberio Varese  | Serie A      | 42      | 42      | 1319    | 108/276          | 46/129           | 196/241          | 203               | 246               | 80                | 2                 | 550               |
| Totale carriera |                  |              |         |         |         |                  |                  |                  |                   |                   |                   |                   |                   |

## Palmarès

### Squadra
- Basketball Champions League: 1

AEK Atene: 2017-2018
- Campionato bosniaco: 1

Igokea: 2019-2020
- Coppa di Grecia: 1

AEK Atene: 2017-2018
- Leaders Cup: 1

Strasburgo: 2019
- Supercoppa del Belgio: 1

Liegi: 2009

### Individuale
- Basketball Champions League Final Four MVP: 1

AEK Atene: 2017-2018